# Diaphorus unguiculatus
Diaphorus unguiculatus är en tvåvingeart som beskrevs av Octave Parent 1925. Diaphorus unguiculatus ingår i släktet Diaphorus och familjen styltflugor. Inga underarter finns listade i Catalogue of Life.